# Megaupload
Megaupload was een in Hongkong gevestigd hostingbedrijf dat zowel betaalde als gratis hosting aanbood.

## Geschiedenis
Het bedrijf werd in 2005 opgericht door Kim Schmitz (Kim Dotcom) en bestond uit een one-click hosting (MegaUpload), afbeeldingshosting en videohosting onder namen als Megavideo, Megalive, Megapix en Megabox alsook CUM.com (voorheen Megaporn, Megarotic, and Sexuploader) die gespecialiseerd waren in porno. Daarnaast geeft het bedrijf ook een downloadmanager (Mega Manager), een adware-programma om voordeel te krijgen bij andere diensten van het bedrijf (Megakey) en een Flash-applicatie voor embedded (Filebox) uit.
De bekendste dienst was de one-click-hosting op de website Megaupload.com. Deze dienst groeide uit tot een van de populairste downloadsites en werd al snel beschuldigd van piraterij. Vanaf 2009 werden gebruikers uit Hongkong en andere delen van China geblokkeerd en in 2010 volgden Saoedi-Arabië en de Verenigde Arabische Emiraten. In juli 2011 werden de diensten vanuit India geblokkeerd nadat Reliance Entertainment een rechtszaak gewonnen had over het illegaal verspreiden van de film Singham.
In december 2011 kwam het bedrijf in het nieuws toen het een muziekvideo met onder meer Will.i.am, Snoop Dogg, Kanye West en Alicia Keys uploadde als The Mega Song die de diensten van het bedrijf aanprees. Universal Music Group liet de video snel verwijderen maar een rechtbank oordeelde dat Megaupload over de rechten beschikte.

## Sluiting
Op 19 januari 2012 werd Megaupload door het Federal Bureau of Investigation (FBI) gesloten nadat een rechtbank in Virginia oprichter Kim Dotcom en anderen veroordeeld had voor piraterij. De Nieuw-Zeelandse politie arresteerde Kim Dotcom, de Nederlandse programmeur Bram van der Kolk en twee anderen. Bij de internationale actie werden 630 servers in Canada, de Verenigde Staten en Nederland en 18 domeinnamen in beslag genomen en werden ook drie Duitsers, een Slowaak en een Est aangehouden.
Naar aanleiding van het neerhalen van de site viel de hackersorganisatie Anonymous inmiddels websites van onder meer de United States Department of Justice, Universal Music Group, de Recording Industry Association of America (RIAA), Motion Picture Association of America (MPAA) en de FBI aan, door middel van een DDoS-aanval.
Sinds de sluiting van Megaupload duiken valse Megauploadsites op, vaak met daarop een computervirus. Dotcom begon in 2013 met MEGA wat als opvolger van Megaupload gezien kan worden.